# Němčice (Blanskói járás)
Němčice település Csehországban, a Blanskói járásban. Němčice Sloup, Žďár, Doubravice nad Svitavou, Kuničky, Ludíkov és Újezd u Boskovic településekkel határos. Lakosainak száma 471 fő (2024. január 1.).

## Népesség
A település lakosságának változását az alábbi diagram mutatja:
| Lakosok száma | 621  | 604  | 636  | 613  | 504  | 444  | 438  | 459  | 466  | 471  |
|               | 1869 | 1890 | 1921 | 1950 | 1980 | 2001 | 2017 | 2019 | 2022 | 2024 |